# Staudtia pterocarpa
Staudtia pterocarpa là một loài thực vật thuộc họ Myristicaceae. Đây là loài đặc hữu của São Tomé và Príncipe.